# Medonia punctatosulcata
Medonia punctatosulcata là một loài bọ cánh cứng trong họ Elateridae. Loài này được Solier miêu tả khoa học năm 1851.